# Finstrukturkonstanten

Finstruktur av väteatomens energinivåer - relativistiska korrektioner på Bohrs atommodell

Finstrukturkonstanten är en dimensionslös storhet (betecknas α) som enligt moderna tolkningar anger den elektromagnetiska kraftens styrka. Eftersom denna kopplingskonstant alfa är mycket mindre än ett, är kvantelektrodynamik en relativt enkel kvantfältteori för denna fundamentala naturkraft. Men talet introducerades redan 1916 av Sommerfeld som ett hastighetsförhållande för att beräkna relativistiska effekter i väteatomen. Värdet har kommit på tal i forskningen om frågan om ljusets hastighet alltid varit densamma.
Den har värdet (enligt senaste mätningar)
{\displaystyle \alpha =7,\!297\ 352\ 5376(50)\times 10^{-3}={\frac {1}{137,\!035\ 999\ 679(94)}}\ .}
Den kan definieras som
{\displaystyle \alpha ={\frac {e^{2}}{2\varepsilon _{0}hc}}={\frac {\mu _{0}c\ e^{2}}{2\ h}},}
där {\displaystyle e\ } är elementarladdningen, {\displaystyle h\ } är Plancks konstant, {\displaystyle c\ } är ljusets hastighet i vakuum, {\displaystyle \varepsilon _{0}\ } är den elektriska konstanten och {\displaystyle \mu _{0}\ } är den magnetiska konstanten.

## Samband
Finstrukturkonstanten ger samband mellan några storheter inom elektronfysik: 
- En elektron med kinetisk energy 1 Ry = 13,6 eV har en fart som är 1/137 av ljusets hastighet
- En Hartree = 27,2 eV = 2 Ry är 1/137² av elektronens vilomassa på 511 keV
- Bohrradien är 137 gånger så stor som Comptonvåglängden, som i sin tur är 137 gånger så stor som den klassiska elektronradien.

## Är finstrukturkonstanten konstant?
Det finns vissa mätningar som antyder att finstrukturkonstanten α kan ha ändrats en aning under universums historia, vilket ger en liten öppning för möjligheten att naturkonstanter faktiskt inte behöver vara strikt konstanta.
Olika senare mätningar har gett olika resultat; fortsatta arbeten av samma forskare finner fortsatt stöd för att α ändrats , men andra forskare har inte lyckats reproducera resultatet.
Man har bland annat använt sig av studier av Okloreaktorn, en naturlig kärnreaktor i Gabon, Västafrika, som var "i drift" för 2 miljarder år sedan, och där man kan se ändringar av α genom att mäta olika isotophalter.